# Бареж (ткань)

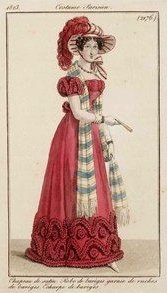
Барежевое платье из Парижа. 1823

Баре́ж (фр. Barege — Бареж) — лёгкая и воздушная ткань в газовой технике ткачества, популярная в России с начала XIX века. Из барежа шили женские платья, туники и шарфы. Бареж производили преимущественно из шёлка, а также позднее из шерсти и с хлопчатобумажной основой. Бареж обычно был одноцветным или имел неяркий размытый рисунок из-за особенностей техники его изготовления. Ткань названа по месту производства — городу Барежу во Французских Пиренеях.
Изначально бареж ткали только из шёлка, и в первой половине XIX века он был одной из самых дорогих тканей, доступной только богатым щеголихам. Княжны у А. С. Грибоедова в «Горе от ума» умиляются эшарпом из барежа, который подарил кузен. В повести И. С. Тургенева «Первая любовь» упоминается «лёгкое барежевое платье с бледно-синими разводами», а в романе «Накануне» в розовом барежевом платье вышагивала Зоя. Одежда из непрактичного нежного барежа сильно страдала при носке, и к середине XIX века появилось много сортов барежа из самого разнообразного сырья: двойной английский бареж, бареж шамбери, бареж пуаль-де-шевр. Бареж из шерсти назывался бейж, из него шили костюмы. К концу XIX века бареж и вовсе перестал быть роскошью, а в начале XX века считался старомодным и ныне окончательно забыт. В СССР под названием «бареж обувной» из кручёной нити перевиточным переплетением вырабатывалась тяжёлая гладкокрашеная хлопчатобумажная ткань, которую использовали для верха мужской обуви.